# 斯瓦斯蒂卡 (紐約州)
斯瓦斯蒂卡（英語：Swastika）是位於美國紐約州克林頓縣的非建制地區。

## 歷史
斯瓦斯蒂卡的郵局於1913年設立，其後於1958年停運。

## 地理
斯瓦斯蒂卡所處的海拔為高於海平面349米（即1145英呎），而該地所採用的時區為UTC-5，即北美东部时区（EST）。同時該地設有夏令時間，為UTC-5調快一小時，即UTC-4（EDT）。